# 民族團結黨
民族團結黨（緬甸語： [táɪɴjɪ́ɴðá sílóʊɴ ɲìɲʊʔ jé pàtì]）是緬甸的一个政黨。1988年9月24日，緬甸社會主義綱領黨改组為民族團結黨。主要參與1990年的議會選舉，然而該黨在上述選舉中慘敗給全国民主联盟。民族團結黨的總部在仰光的巴汉镇区。目前擔任該黨主席的是吴汉瑞，擔任其總書記的則是吴敦頤。

民族團結黨的旧黨旗（1988年—2016年）

在1990年的選舉被軍政府宣佈無效之後，民族團結黨在政壇的影響力很低。儘管該黨被當局邊緣化，但作爲一個親軍方政黨，該黨仍有數人在軍政府中擔任職務。該黨主要代表守舊派奈溫的嫡系、前緬甸社會主義綱領黨成員，以及大企業的利益。在2010年的議會選舉中，該黨作爲聯邦鞏固與發展黨的主要競爭對手，推出了999名候選人（巩发党則推出了1100名候選人）。該黨在大選中慘敗於鞏發黨後，便與反對黨一起指責鞏發黨在選舉中舞弊。
在2010年的議會選舉中，該黨在人民院取得12個議席，在民族院取得5個議席。
在2015年的議會選舉中，該黨幾乎丟掉了其在联邦议会的所有議席。